# Ernest Blythe
Ernest Blythe (en irlandés: Earnán de Blaghd; 13 de abril de 1889 – 23 de febrero de 1975) fue periodista , director del Abbey Theatre, y político que sirvió como ministro de Finanzas entre 1923 y 1932, ministro de Correos y Telégrafos y Vicepresidente del Consejo Ejecutivo de 1927 a 1932 y ministro de Gobierno Local de 1922 a 1923. Fue senador en el Panel Laborista de 1934 a 1936. Sirvió como Teachta Dála (TD) por Monaghan de 1921 a 1933 y Parlamentario (MP) por North Monaghan de 1918 a 1922.

## Primeros años
Blythe nació en el seno de una familia unionista y miembro de la Iglesia de Irlanda en el townland de Magheraliskmisk, Maghaberry, Condado de Antrim, en 1889. Era hijo de James Blythe, agricultor, y Agnes Thompson. Fue educado localmente, en la escuela primaria de Maghaberry Cross Roads. Alos quince años comenzó a trabajar el Departamento de Agricultura en Dublín.
Seán O'Casey invitó a Blythe a unirse a la Hermandad Republicana irlandesa, lo que Blythe. Tenía 18 años en aquella época. Se unió también a la Conradh na Gaeilge, donde su primer profesor de irlandés fue Sinéad Flanagan, la futura esposa de Éamon de Valera. Al principio se mostraba reticente a unirse, ya que era un Protestante del Úlster y temía ser rechazado. Se "convirtió" al Sinn Féin tras leer el periódico de la organización.

## Carrera revolucionaria
En 1909, Blythe comenzó a trabajar como reportero junior con el North Down Herald y desempeño ese empleo hasta 1913. Durante este periodo de su vida fue miembro simultáneamente de la Orden de Orange y de la IRB. El 26 de septiembre de 1910 Blythe se unió a la Orden de Orange de Newtownards, permaneciendo hasta el 14 de febrero de 1912.
Para mejorar su conocimiento de la lengua irlandesa,  viajó al Gaeltacht del Condado de Kerry donde trabajó como peón agrícola para mantenerse.
En algún momento fue la cabeza de la IRB en Belfast pero Bulmer Hobson y Denis McCullough le pidieron que se retirara para poder promover a McCullough.
Durante esta época, fue coordinador de los Voluntarios Irlandeses en Clare antes de 1916. Su actividad se extendió por todo el suroeste, en los condados de Kerry, Cork, Limerick y Clare. Estuvo al frente de la compañía teatral de Lipsole y visitó la región con una lista de nombres de personas a reclutar. Blythe fue de los pocos líderes enviados al interior del país (los otros fueron Liam Mellows y Ernie O'Malley). Los suministros eran escasos, espaciados e irregulares. La Ejecutiva del IRA no estaba dispuesta a emplear muchos recursos, pero se esperaba que Blythe reclutara y entrenara hombres, y evitara ser reclutado por los británicos.
Blythe fue arrestado periodicamente entre 1913-15 envirtud del Acta de Defensa del Reino de 1914, y finalmente se ordenó su deportación de Irlanda en julio de 1915, al igual que otros activistas como Liam Mellows, Herbert Pim, y Denis McCullough. El lugar de Blythe fue ocupado por Desmond Fitzgerald. Rechazó ser enviado a Gran Bretaña así que pasó tres meses en la cárcel de Crumlin Road, Belfast. El 30 de marzo de 1916, una gran multitud se reunió en el exterior de Mansion House en Dublín para protestar por las deportaciones de Blythe y Mellows. Dos policías recibieron disparos.
Así, las autoridades le enviaron a una ciudad en Berkshire. Al no presentarse a la policía, fue enviado a la Prisión de Oxford, por lo que no pudo tomar parte en el Levantamiento de Pascua. De Oxford, fue enviado a Brixton y desde allí, transferido a la carde de Reading. Fue liberado en Navidad 1916, y recibió la orden de no regresar nunca a Irlanda. Sin embargo, Blythe regresó a Belfast donde fue detenido poco después. Liberado nuevamente, fue enviado a Skibbereen como editor del Southern Star, periódico que había sido adquirido por Sinn Féin. Ignoró una corte marcial británica que le ordenaba abandonar Munster, lo que le costó 12 meses de cárcel en Dundalk y Belfast. Durante su estancia en Dundalk, permaneció varios días en huelga de hambre.
Se casó con Anne McHugh en 1919.

## Vida política
Blythe entró en política de cara en 1918 cuándo Sinn Féin ganó las elecciones generales y él se convirtió en TD por North Monaghan. Desempeñó también los cargos de ministro de Comercio hasta 1922.
Blythe fue un opositor implacable de la conscripción. En un artículo titulado 'Guerra despiadada'  calificaba de "atrocidad" a la conscripción.
La posibilidad de imponer la conscripción alejó a muchos irlandeses de la política británica en general. Esto dio lugar a una guerra verbal en la que cuestiones como la conscripción serviría para articular un deseo general y una reivindicación de la cultura irlandesa y la separación.
La conciencia acerca de las diferencias religiosas se agudizó: Blythe se dio cuenta de que había un sacerdote católico en la IRB. Moderado, Blythe fue un decidido defensor del Tratado Anglo-irlandés de 1921. Fue nombrado ministro de Finanzas en el primer gabinete de W. T. Cosgrave en 1923. Hasta 2014 cuándo Heather Humphreys fue nombrada ministro, sería el "único Protestante del Ulster en servir a nivel de gobierno en el estado de los 26 Condados." Fue también ministro de Correos y Telégrafos de 1922 a 1932 y Vicepresidente del Consejo Ejecutivo.
Blythe tenía el compromiso de mantener un presupuesto equilibrado a toda costa, lo que no era para nada tarea sencilla. La guerra civil irlandesa había supuesto una enorme tensión financiera para el recién nacido Estado Libre Irlandés, llegando incluso a doblar el gasto público. Blythe se enfrentaba a una previsión de más de £8 millones de gasto para el siguiente año mientras que la deuda pública alcanzaba ya los £6 millones. Fue duramente criticado cuando redujo las pensiones por edad de los 10 chelines (50p) a los 9 chelines (45p) semanales en el Acta de Pensiones de Ancianidad de junio de 1924. Popularmente se consideró que esta decisión fue la que había propiciado la caída del gobierno de Cumann na nGaedheal, a pesar de que esto no se produciría hasta nueve años después.
En 1926, como ministro de Finanzas, introdujo la ley de Cuño de modo que Irlanda tuvo "una moneda distintiva, que mostrara los rasgos de este país." No sería hasta el 12 de diciembre de 1928, cuando las nuevas monedas, diseñadas por Percy Metcalfe fueron puestas en circulación. El retraso se debió a controversia sobre los diseños animales escogidos por el comité nombrado por el gobierno y presidido por W.B. Yeats,creado para revisar el diseño de las monedas. Financió el Plan Hidroeléctrico del Shannon en los últimos años de la década de 1920. A pesar de sus políticas de austeridad en relación con los ancianos y a los pobres, Blythe financió sin problemas otros proyectos menores; en sólo un año, 1929, su Departamento de Finanzas destinó £6,400 – una suma enorme en la época -para la traducción al irlandés de novelas, incluyendo Drácula por Bram Stoker. En 1930 se preguntaba públicamente, si "los dioses de democracia no tienen pies de arcilla...El derecho a voto en las manos de un popularcho ignorante y estúpido es una amenaza para el país".
La política económica de Cumann na nGaedheal a comienzo de lo años 30 fue muy conservadora, llevando el timón de manera férrea, facilitando el comercio y evitando intervenir en la economía. Entre 1929 y 1935, los tres últimos años de su ministerio, y los tres primeros del gobierno de Fianna Fail, las exportaciones agrícolas del Estado Libre Irlandés cayeron en valor en torno al 63% desde los 35 millones de libras  a los 13.5 millones anuales, y el total de exportaciones hacia Gran Bretaña pasó de 43.5 a 18 millones, una caída de más del 50%.
En las elecciones generales de 1933, Blythe perdió su escaño. Poco después, tomó parte en la formación de los Blueshirts. En una reunión ejecutiva de la Asociación de Camaradas del Ejército en febrero de 1933, propuso que el color azul fuera el color del uniforme de la nueva organización. En abril de 1933, la ACA empezó a vestir los nuevos uniformes. Blythe preparaba los discursos del dirigente Blueshirt Eoin O'Duffy y participó en los mítines de los Blueshirt (ahora llamados oficialmente Guardia Nacional) por todo el país. Promovió también la ideología fascista dentro de los Blueshirts, y contemplaba el movimiento como un todopoderoso  'estado dentro del estado'. Aun así, después de un frustrado intento de desfile  político en Dublín, la Guardia Nacional fue prohibida. Cumann na nGaedheal y el Partido Nacional de Centro se fusionaron para formar un partido nuevo, el Fine Gael, el 3 de septiembre de 1933.
En enero de 1934, Blythe fue elegido para ocupar una vacante en el Senado tras la muerte de Ellen Cuffe, Condesa de Desart. Sirvió en el Senado hasta que la institución fue abolida en 1936 y se retiró entonces de la vida política activa. En los años 1940 Blythe apoyó al recién creado Ailtirí na hAiséirghe, de orientación fascista y antisemita, fundado por Gearóid Ó Cuinneagáin. Éste había sido miembro de la rama  Craobh na Aiséirghe dentro de la liga gaélica, que fue el germen del partido. Asesoró a Ó Cuinneagáin sobre la redacción de la constitución del partido, y lo respaldó desde su revista The Leader, y mediante aportaciones financieras. Blythe apoyaba la idea del unipartidismo, creyendo que podría cubrir el hueco dejando en la sociedad irlandesa creado por la destrucción del sistema de tanistry.
Durante la Emergencia en Irlanda durante la Segunda Guerra Mundial, Bylthe fue vigilado por el G2 siendo considerado como potencial "Quisling irlandés".

## Abbey Theatre
Durante su desempeño como ministro de Finanzas, Blythe Mientras ministro de Finanza, Ernest Blythe concedió una pequeña dotación anual al Abbey Theatre, lo que le convirtió en la primera institución teatral subvencionada en un mundo de habla inglesa. En 1935, aceptando la invitación de W.B. Yeats, entró en la dirección del Teatro. Entre 1941 y 1967 desempeñó el cargo de Director Gerente del Abbey Theatre. Permanecería en la directiva hasta 1972.
Blythe fue muy criticado por su labor como director gerente. Se dice que dio prioridad a la rentabilidad sobre la calidad y que dañó el teatro como entidad creativa.
Blythe impulsó la carrera de varios dramaturgos irlandeses, entre los que se cuentan Brian Friel, Seamus Byrne, Micheal J. Mollow, Hugh Leonard y muchos más.
Gracias a los esfuerzos de Blythe se construyó el nuevo Abbey Theatre. Fue el responsable de recaudar £750,000 para su reconstrucción, tras quedar destruido por un incendio el 18 de julio de 1951. En agosto de 1967, Blythe dimitió como Director Gerente, y permaneció como miembro del Consejo hasta 1972. Fue también un miembro activo de la Autoridad Televisiva.

## Partición
En enero de 1922, durante los Debates del Tratado afirmó que los nacionalistas tenían el derecho a coaccionar a los seis condados de Úlster para que formaran parte de una Irlanda unida pero que "al comprometernos nosotros a no coaccionarlos, no deberían tener una coerción sobre ellos constantemente" mientras creía igualmente que no había "ninguna perspectiva de lograr la unificación de Irlanda en un periodo razonable de tiempo atacando el Noreste".
Blythe escribió Briseadh na Teorann (La fractura de la frontera) que fue publicado en 1955. Era una revisión del tema de la partición y la división de Irlanda entre norte y sur. Blythe se oponía a la coacción como forma de lograr la unidad de Irlanda.
El libro vendió entre 300 y 350 copias en los primeros cuatro meses.

## Vida posterior
Durante su vida estuvo comprometido con el resurgimiento de la lengua irlandesa. Animó a Micheál MacLiammóir y Hilton Edwards a fundar un teatro en lengua irlandesa en Galway.
Blythe escribió un libro Briseadh na Teorann, ya mencionado que, pese a no conseguir apenas reconocimiento por estar escrito en irlandés, contiene contribuciones consideradas pioneras e influyentes al debate sobre la partición.
Publicó tres volúmenes autobiográficos: Trasna na Bóinne (1957), Slán le hUltaibh (1969) y Gaeil á Múscailt (1973).
Ernest Blythe murió el 23 de febrero de 1975. Su funeral fue celebrado en la catedral de San Patricio de Dublín.

## Influencia en la sociedad
Blythe vio su función en política, como la obligación de mantener un equilibrio económico en todo momento, por lo que su nombre ha sido reconocido. Durante su desempeño, 'los impuestos se mantuvieron bajos, al igual que el gasto'. La subvención de Blythe al Abbey Theatre influyó las artes escénicas en la sociedad irlandesa.